# Octobre 1829

## Événements

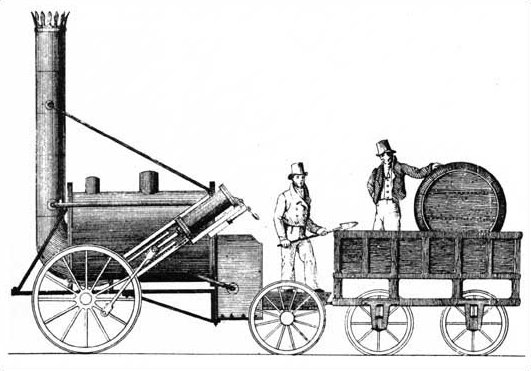
The Rocket

- Mathieu de Lesseps, consul de France à Tunis, permet au bey Husayn, de déjouer un complot des Janissaires. Cette aide assurera au gouvernement Polignac l’appui du bey contre la Régence d’Alger en juillet 1830.

- 1er octobre : la Grèce bat à nouveau monnaie (sur Égine).

- 6 - 14 octobre : le concours de Rainhill, la première course de locomotives, organisée sur un tronçon de la voie ferrée de la ligne Liverpool-Manchester, à l'est de Liverpool, est remportée par la Fusée des Stephenson.

- 8 octobre : The Rocket, locomotive de George Stephenson, atteint 47 km/h.

- 22 octobre (Japon) : le docteur allemand Siebold, accusé d’espionnage au profit de la Russie pour s’être procuré une carte du Japon, est expulsé. Il laisse sa compagne japonaise et sa fille âgée de deux ans.

## Naissances
- 15 octobre : Asaph Hall (mort en 1907), astronome américain.
- 28 octobre : Zénaïde Fleuriot, écrivain français († 1890).